# Torres Flame
Les Torres Flame (Azerí: Alov qüllələri; Català: Torres Flama) són tres gratacels a Bakú (Azerbaidjan), on el més alt té una alçada de 182 m. Els edificis estan formats per apartaments, un hotel i blocs d'oficines. El cost de les Torres Flame va ser de 350 milions de dolars. La construcció va començar el 2007 i va finalitzar en 2012. L'arquitecte del projecte va ser HOK, DIA Holdings va actuar com a contractista de disseny i construcció, i Hill International es va encarregar de la gestió de projectes.
Les Torres Flame consisteixen en tres edificis: Sud, Est i Oest. Les façanes de les tres torres funcionen com a gran pantalles amb la utilització de més de 10.000 punts d'il·luminació LED d'alta potència, subministrades per la filial Osram Traxon Technologies i Vetas Electric Lighting.
El juny de 2014 Lamborghini va obrir la seva primera sucursal a l'Azerbaidjan, situada a la planta baixa de la Torre Est.

## Il·luminació
Les Torres Flame estan completament cobertes amb pantalles LED que mostren el moviment del foc i són visibles des dels punts més allunyats de la ciutat. El sistema de control intel·ligent permet fer modificacions simples d'il·luminació per reflectir animacions i gràfics addicionals per a esdeveniments especials, com ara el Festival de la Cançó d'Eurovisió de 2012.

## Dades d'interès
- La il·luminació de les Torres Flame va ser reconeguda com la millor del món segons una enquesta de skyscrapercity.com, un fòrum influent sobre el desenvolupament urbà.
- A més de nombrosos premis arquitectònics de prestigi, el 2004 va rebre el premi Pittsker pels èxits en el camp de l'arquitectura i, el 2009, al Japó, va ser guardonat amb el Premi Imperial.
- Les Torres Flame, que va decorar el panorama de la ciutat i la simbolitzen va guanyar el concurs MIPIM 2013 (la major exposició de projectes innovadors en el mercat immobiliari europeu) en la nominació "El millor hotel i centro turístic".[5]